# Idris (Betriebssystem)
Idris ist ein Betriebssystem, das von Whitesmiths Ltd. aus Westford (Massachusetts) veröffentlicht wurde. Das Produkt war kommerziell erhältlich von 1979 bis 1988.

## Hintergrund
Ursprünglich wurde Idris von P. J. Plauger geschrieben und war ein unixoides Echtzeitsystem für die DEC PDP-11. Plauger begann seine Arbeit an Idris im August 1978.
Idris war binärkompatibel mit UNIX V6 auf der PDP-11, aber es konnte auch auf Systemen ohne Speicherverwaltungseinheit (DEC LSI-11 oder PDP-11/23) arbeiten. Der Kernel benötigte 31 kB RAM, und der C-Compiler war ähnlich groß.

## Portierungen
Später wurde es auch auf andere Plattformen portiert, zum Beispiel VAX, Motorola 68000, System/370 und Intel 8086.
Im Jahr 1986 verpflichtete Atari die Firma Computer Tools International, um Idris auf den Atari ST zu portieren.
Co-Idris von 1984 ist eine besondere Version von Idris, die als COM-Datei unter MS-DOS (bzw. PC-kompatibles DOS) aus Programm läuft und dessen I/O-Dienste als Subsystem nutzt. Idris wurde auch auf den Macintosh, durch John O’Brien (Whitesmiths Australia), portiert und war noch bis Anfang der 1990er Jahre verfügbar.